# Barry Hawkes
Barry Hawkes (sinh ngày 21 tháng 3 năm 1938) là một cựu cầu thủ bóng đá người Anh thi đấu ở Football League ở vị trí tiền đạo tầm xa cho Luton Town, Darlington và Hartlepools United. Ông cũng thi đấu bóng đá non-league cho Shotton Colliery Welfare, Bedford Town, Chelmsford City, St Neots Town và Horden Colliery Welfare.
Anh trai của ông, Ken cũng thi đấu cho Luton Town.